# Błonie (Augustów)
Błonie – kolonia wsi Augustów w Polsce położona w województwie mazowieckim, w powiecie radomskim, w gminie Kowala.
W latach 1975–1998 miejscowość należała administracyjnie do województwa radomskiego.
Wierni Kościoła rzymskokatolickiego należą do parafii św. Zofii w Młodocinie.